# Hallan Garcia
Hallan define o slackline como um estilo de vida: “ O Slackline trás ao praticante muitos benefícios como autoconfiança, consciência corporal, capacidade de concentração e diversas outras coisas. O equilíbrio que buscamos na fita reflete na vida como equilíbrio emocional, equilíbrio na alimentação e na organização das tarefas do dia a dia. Esse hobby começou a fazer parte de mim aos poucos e quando me dei conta já havia participado de projetos sociais, apresentações culturais, seminários, debates, competições, fundação de uma associação , o primeiro fórum de slackline da América latina e até mesmo o primeiro campeonato mundial de slackline fora do eixo Estados-Unidos/Europa.”

## Biografia
Hallan Garcia Dias , nascido em outubro de 1994 em uma cidade do extremo sul do Rio Grande do Sul chamada de Rio Grande. Atualmente residindo em Foz do Iguaçu-PR, praticante de vários esportes como wakeboard, skate, vôlei, e corridas de rua onde conquistou algumas medalhas.
Pioneiro na modalidade em Foz do Iguaçu, no final do ano de 2013, inciou sua carreira no slackline.
Em seu primeiro ano de prática conquistou o Campeonato Paranaense de Slackline e também participou do 1° Fórum LatinoAmericano de Slackline e em sequência, no ano de 2015, após uma temporada de competições por todo o Brasil foi o primeiro atleta paranaense a conquistar uma vaga para a Copa do Mundo Itaipu de Slackline que aconteceu em outubro na cidade de Foz do Iguaçu-PR. 

### MEDALHAS DE SLACKLINE
2019 - 3° Lugar 1° Campeonato de Slackline Balneário Piçarras - SC
2018 - 3° Lugar Desafio Gibbon de Slackline Aloha Spirit Festival Ilhabela-SP
2017 - Tri campeão Circuito Paranaense de Slackline 2016
2016 - 2° Lugar Open SlackTreino Itnerante 15 edição Itapema-SC

2016 - 1° Lugar Elite Campeonato Paranaense de Slackline 2° Etapa Santa Teresinha de Itaipu-PR
2016 - 1° Lugar Elite Campeonato Paranaense de Slackline 2° Etapa Santa Helena-PR
2016 - 1° Lugar Elite Campeonato Paranaense de Slackline 1° Etapa Guaíra-PR 
2016 - 2° Lugar 7° Edição do SlackTreino Itnerante Etapa Torres-RS
2016 - Campeão Circuito Gaúcho de Slackline 2015
2016 - Bi campeão Circuito Paranaense de Slackline 2015
2015 - 1° Lugar PRO Circuito Gaúcho de Slackline 3° Etapa Gramado-RS
2015 - 1° Lugar Elite Campeonato Paranaense de Slackline 2° Etapa Foz do Iguaçu-PR 
2015 - 2° Lugar PRO Circuito Gaúcho de Slackline 2° Etapa Viamão-RS 
2015 - 2° Lugar Elite Campeonato Paranaense de Slackline 1° Etapa Curitiba-PR 
2015 - 1° Lugar do WildCard Campeonato Paranaense de Slackline 1° Etapa Curitiba  
2014 - 1° Lugar ACESSO no 1° Campeonato Sul Catarinense de Slackline  Forquilhinha-SC
2014 - 1° Lugar Elite Campeonato Paranaense de Slackline 2° Etapa 2014 Foz do Iguaçu-PR 
2014 - 4° Lugar PRO 1° Campeonato Sul Brasileiro de Slackline 2014 Porto Alegre-RS

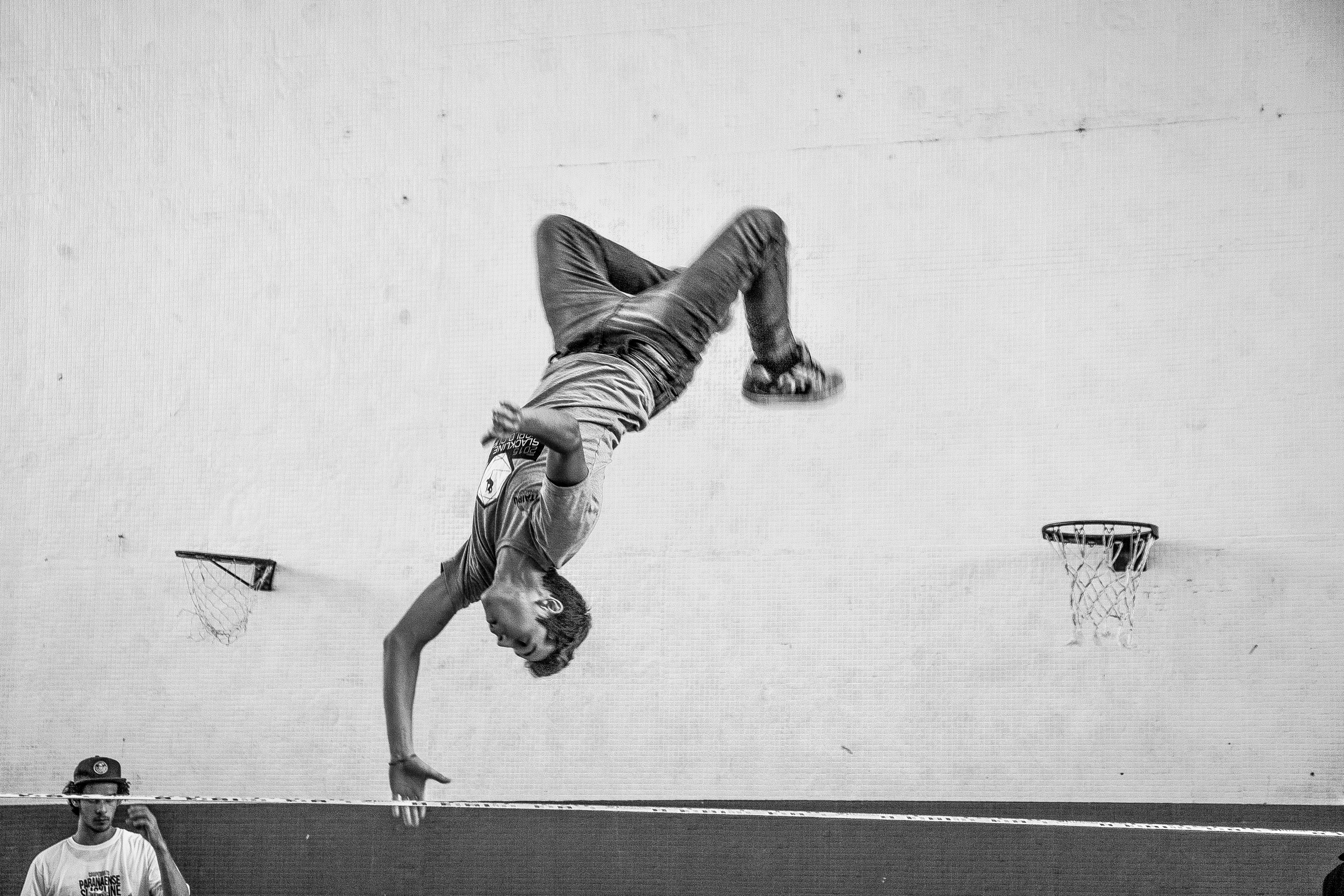
Hallan no Campeonato Paranaense de Slackline 1° Etapa Curitiba.

### MEDALHAS DE CORRIDA DE RUA
2013 - 2° Lugar – 7° Categoria na Meia Maratona Internacional das Cataratas 
2013 - 3° Lugar – Categoria na 7° Corrida de Rua da Marinha 
2012 - 1° Lugar – Categoria na 2° Corrida de Rua e Maratoninha Atleta do Futuro SESI 
2011 - 2° Lugar – Categoria na 1° Corrida de Rua e Maratoninha Atleta do Futuro SESI 
2011 - 3° Lugar – Categoria na 3° Corrida da Polícia Federal de Combate as Drogas 